# Club Universitario de Buenos Aires
El Club Universitario de Buenos Aires (conocido también por su acrónimo "CUBA") es un Club, social y deportivo exclusivamente amateur argentino, fundado el 11 de mayo de 1918. Posee nueve sedes, en las que se practican distintos deportes, ubicadas en la Ciudad Autónoma de Buenos Aires y en otras ciudades de Argentina.

## Historia
El club fue fundado el 11 de mayo de 1918 por un grupo de estudiantes universitarios con el fin de conformar un espacio de intercambio libre de las actividades políticas, para así fomentar la camaradería y el espíritu deportivo. A pesar de haber sido fundado por estudiantes de medicina, popularmente se lo describe como un club de abogados dedicados a la práctica de derecho privado. Ello no quita el hecho que entre sus socios se cuenten profesionales de numerosas disciplinas.
Los objetivos del club son:
- Reafirmar el sentido de argentinidad entre los universitarios y acrecentar los vínculos de unión entre los mismos, con prescindencia de toda actividad política o religiosa.
- Estimular entre sus asociados las manifestaciones y actividades culturales y de extensión universitaria.
- Promover el intercambio universitario, cultural y deportivo con instituciones del país y del extranjero.
- Fomentar entre sus asociados la educación física y la práctica de los deportes.

El presidente Agustín Pedro Justo en la década del 30 da la concesión de un campo deportivo que es entregado al CUBA, acuerdo dado de baja en 1948. Ante esta situación, CUBA se ve obligado a entregar las instalaciones, a la par que más de 10 instituciones amigas ofrecen sus instalaciones y canchas para que los socios puedan seguir practicando sus deportes. En 1951, las instalaciones de la entidad fueron utilizadas como sede de los I Juegos Panamericanos realizados en Buenos Aires.

## Club de caballeros
CUBA se destacó desde su fundación por ser un Club de caballeros, al igual de otros clubes argentinos como el Jockey Club o el Club 20 de Febrero de la ciudad de Salta, hasta la modificación de su estatuto en una asamblea especial realizada el 5 de noviembre de 2018. Desde entonces, las mujeres pueden ser socias activas, gozando de los mismos derechos que los socios varones.

## Actividades culturales
El club cuenta con una importante Biblioteca que es el motor del desarrollo de las actividades culturales. 
Desde 1930 fomenta el desarrollo de relaciones culturales con instituciones similares del país y del exterior entre las cuales figuran en la etapa inicial el Instituto de la Universidad de París en Bs. As., el Museo de Historia Natural,[cita requerida] el Instituto de Investigaciones Históricas, el Círculo Argentino de Autores, el Instituto Cultural Argentino Norteamericano, el Museo Social Argentino y otros.[cita requerida]
El mismo año de su creación, el Ateneo envía comunicaciones a más de 500 universidades del exterior,[cita requerida] organiza una Oficina de Informaciones Universitarias y establece premios para estimular la producción intelectual de los socios.
El Ateneo es órgano del club encargado llevar a cabo las manifestaciones y actividades culturales y de extensión universitaria. Para lo cual, entre otras actividades organiza conferencias, exposiciones, cursos de fotografía, conciertos y comidas de beneficencia a través de la Fundación CUBA.

## Sedes
El club posee nueve sedes, ubicadas en la Ciudad de Buenos Aires y en otras ciudades de Argentina.
El club posee tres sedes en la Ciudad de Buenos Aires, la sede central; la sede del barrio de Palermo y la sede Náutica de Núñez.
También posee sedes en Partido de Pilar, en el Partido de Malvinas Argentinas, y otras dos en la localidad de Villa de Mayo: la sede "Los Cedros" y el anexo Villa de Mayo.
También posee dos sedes en la Patagonia Argentina, una en Villa La Angostura y otra en la Villa Cerro Catedral.

### Villa de Mayo
La sede de Villa de Mayo es una de las más concurridas del club, En ella se encuentra su cancha principal para la práctica del rugby, una segunda (llamada "Cancha Dumas"), y una tercera inaugurada en 2017 (Cancha Bernie Miguens), a la par de dos canchas de Hockey con césped sintético. CUBA participa en los torneos de la URBA y su cancha se utilizó para la final en el Torneo Nacional de Clubes 2014, donde el club se coronó campeón.

## Secciones deportivas
El club desarrolla una gran cantidad de deportes: Básquet, Paddle, Boxeo, Pelota vasca, Buceo, Pesas, Esgrima, Rugby, Esquí, Andinismo, Squash, Fútbol, Taekwondo, Golf, Tenis, Hockey, Voleibol, Natación, Waterpolo, Vela, Carrera a pie, Yudo y Wind Surf. También se practican las siguientes actividades deportivas: Gimnasia, Yoga, Colonia de vacaciones, Ajedrez y Olimpiadas.

### Rugby
Luego de haber salido campeón del Torneo de la URBA en 2013, y del Torneo Nacional de Clubes en 2014, CUBA fue subcampeón de la URBA en 2014 Y 2015.
- Títulos

 Torneo Nacional de Clubes
Campeón (1): 2014.
 Torneo de la URBA
Campeón (15): 1931, 1942, 1944, 1945, 1947, 1949, 1950, 1951, 1952, 1965, 1968, 1969, 1970,2013 y 2021.

### Vela

Grímpola del CUBA.

Axel Roger y Jorge Quiroga ganaron el campeonato del mundo de la clase Snipe en 1991.

## Uniformes
| Rugby 1920s–30 | Rugby 1930-hoy | Rugby 2015-hoy (Solo Plantel Superior) | Hockey femenino sobre césped |

## Club Cadete Universitario
El Club Cadete Universitario (C.C.U.) funciona bajo el patrocinio del club desde 1929, para estudiantes (varones, aunque eso no está explicitado) de entre 9 y 20 años. El espíritu del Club Cadete es el mismo que el del Club Universitario, es decir fomentar la amistad, la sana competencia deportiva y el desarrollo físico y espiritual de sus asociados en un clima de camaradería y amateurismo. El Club Cadete Universitario está compuesto por socios Infantiles (de 9 a 13 años) y socios Cadetes (de 13 a 20 años).

## Miembros famosos
Esta es una pequeña lista de personas que pertenecen o han pertenecido al Club:
- Natalio Botana
- Alfredo Davicce
- Eduardo Pavlovsky
- José María Campagnoli
- Esteban Bullrich
- Carlos Rosenkrantz
- Lino Palacio
- Ignacio Corleto

## Galería de imágenes

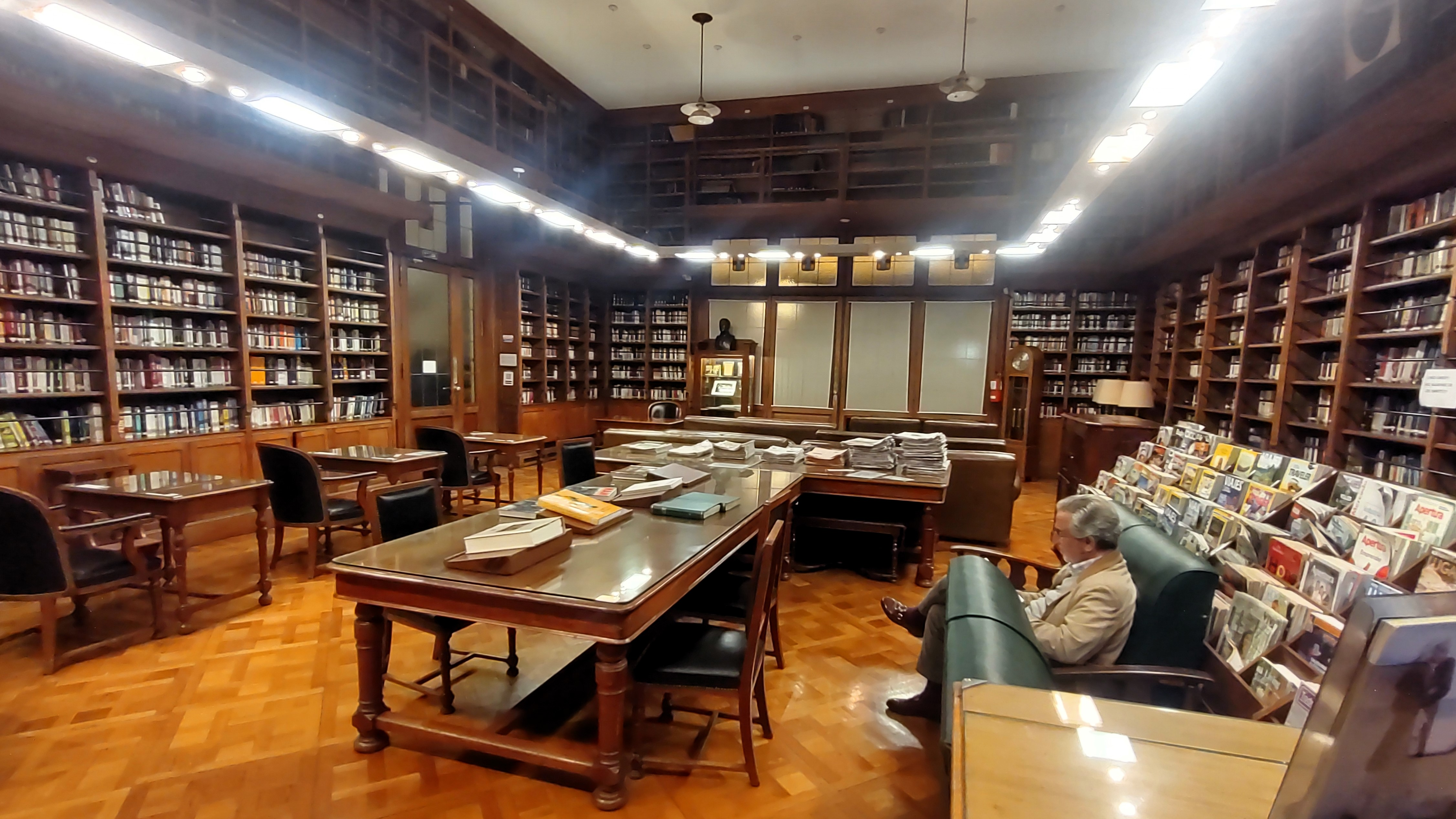
Biblioteca de la sede Viamonte
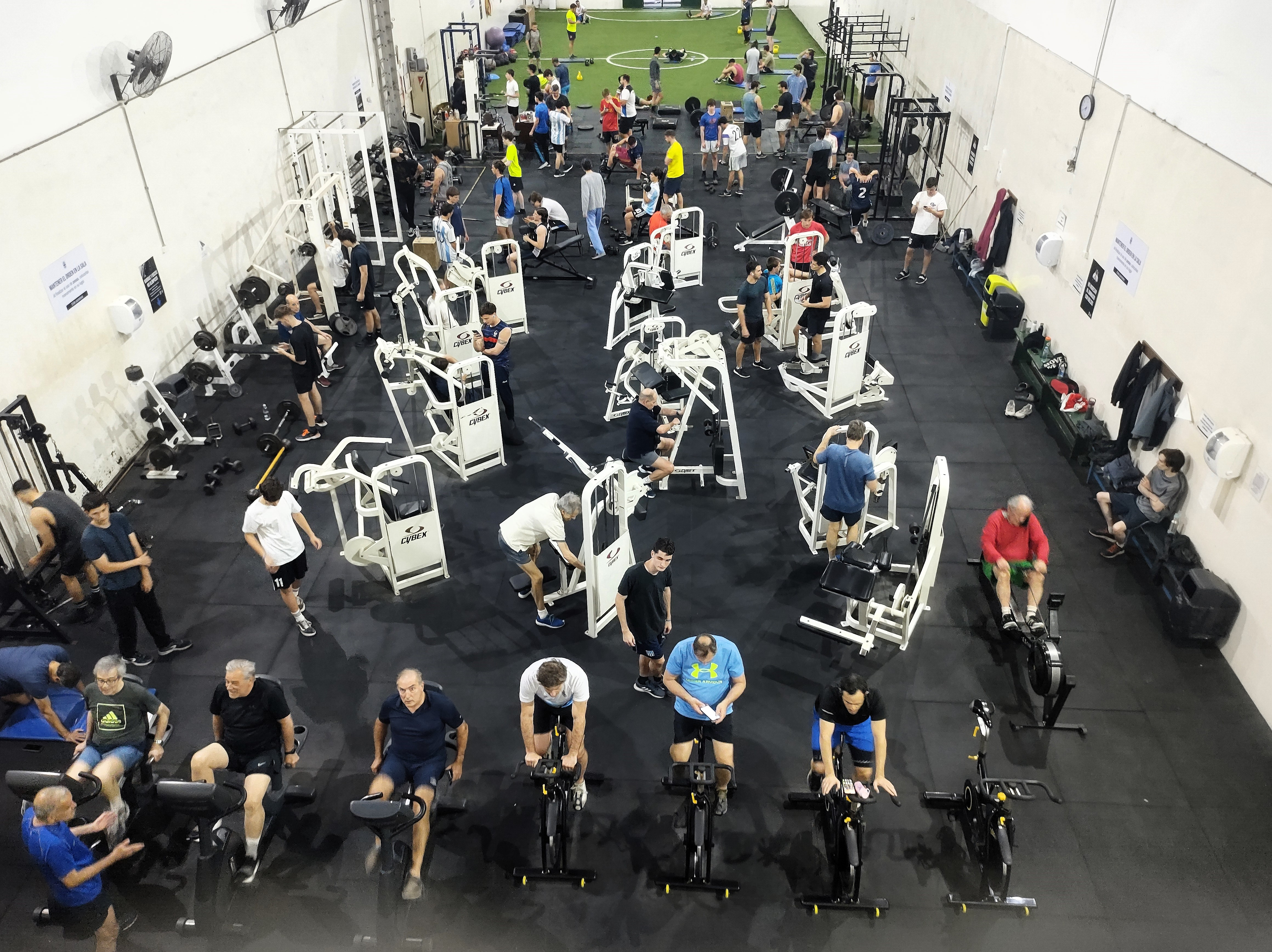
Gimnasio (Viamonte)
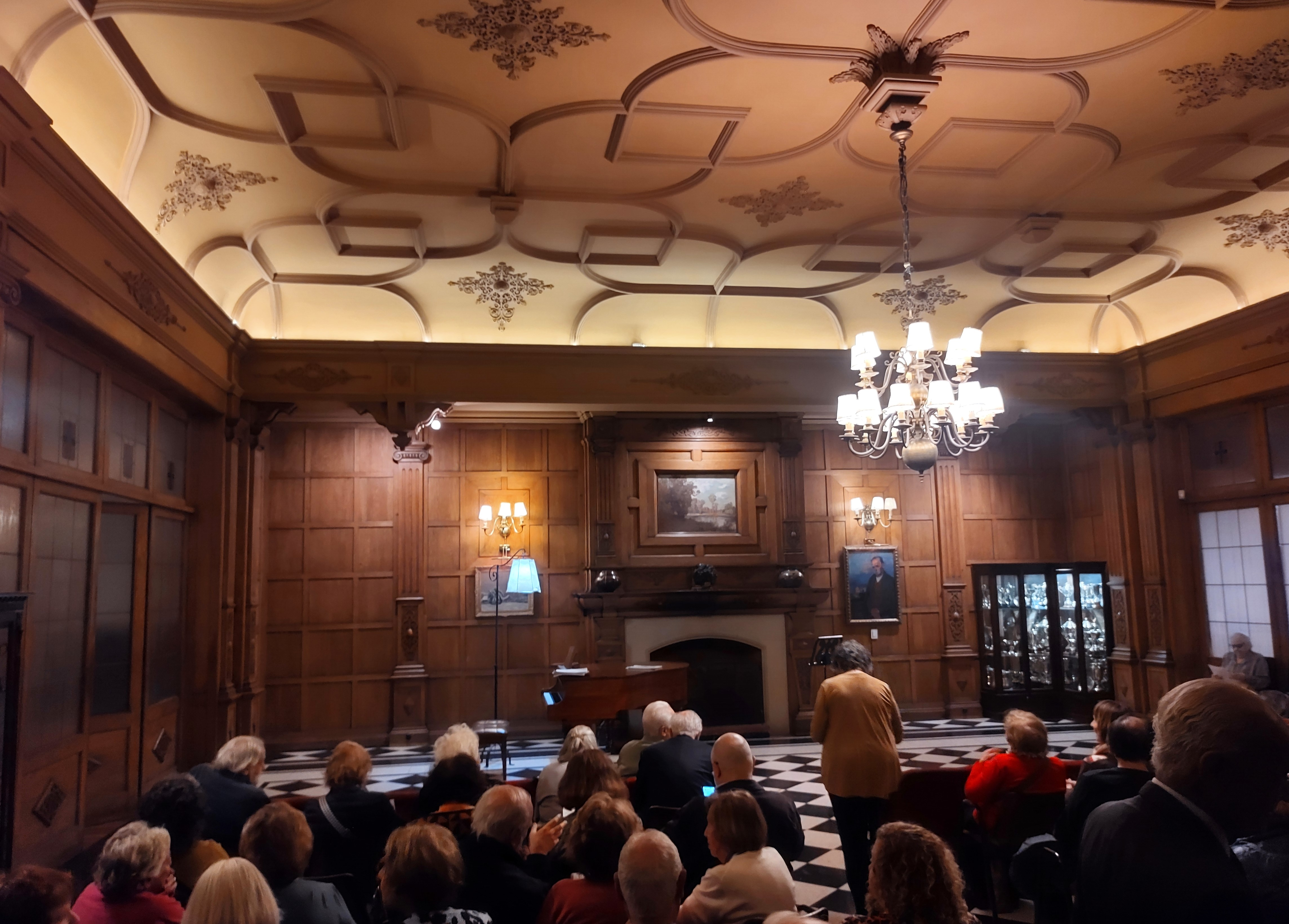
Salón de eventos (Viamonte)